# Mühltroff

Mühltroff  est une ancienne ville de Saxe (Allemagne), située dans l'arrondissement du Vogtland. Avec effet au 1er janvier 2013, elle a fusionné avec Pausa sous le nom de Pausa-Mühltroff.